# 薩哈林杜父魚
薩哈林杜父魚，為輻鰭魚綱鮋形目杜父魚亞目杜父魚科的其中一種。分布於西北太平洋區，包括日本及俄羅斯遠東地區。棲息水深0至10公尺的淡水或半鹹水河川下游，屬廣鹽性底棲性魚類，仔魚生活在沿岸海域，體長可達20.8公分。

## 擴展閱讀
維基物種上的相關：薩哈林杜父魚